# Jigsaw (personagem)
Jigsaw é um personagem fictício da série de filmes de terror Saw. Ele é um serial killer interpretado pelo ator Tobin Bell.
O seu aspecto mais marcante é o fato dele sempre proporcionar opções às vítimas, para que elas possam escolher entre a vida e a morte. Segundo o personagem, isto faria com que os participantes de seu jogo valorizassem a vida que têm. Por esse motivo, ele afirma que não deve ser identificado como assassino pois, no seu ponto de vista, todos os participantes têm a chance de sobreviver.